# Blue Girls Pianoro
Le Blue Girls Pianoro sono una squadra di softball - il nome della società è "Pianoro Softball a.s.d." - con sede a Pianoro, nella Città Metropolitana di Bologna. Le Blue Girls partecipano al campionato di Serie A1 di softball organizzato dalla FIBS, alla serie B e a tutti i campionati giovanili (U19, U16 e U13). Le partite casalinghe si disputano nel campo "Maria Polidoro" a Pian di Macina, una frazione del comune di Pianoro.
Fondata nel 1974, ha conquistato due titoli Under 18 nel 2020 e 2024, e un titolo Under 13 nel 2024.

## Storia
Nel 1974 viene fondata la società autonoma del Pianoro Softball a.s.d.
Dopo molti anni - durante i quali la squadra partecipa ai campionati nelle categorie giovanili - inizia per le pianoresi un cammino che le porterà in meno di cinque anni a conquistare due promozioni di categoria. Nel 2001, sotto la guida del tecnico Mario Nerozzi, il Pianoro Softball vince la promozione in serie B; in seguito, nel 2005, con Silvano Ventura - coadiuvato da Stefano Landuzzi, successivamente presidente della società e all’epoca giocatore della Fortitudo Baseball - il Pianoro Softball conquista la serie A2.
Nel 2010 prende vita il progetto "Blue Girls", con l'obiettivo di portare una squadra del bolognese ai vertici della competizione nazionale anche nel softball, riunendo tutte le giocatrici cresciute sotto le due torri.
Nel 2011 le Blue Girls vincono la serie A2 raggiungendo l'obiettivo di partecipare all'Italian Softball League.
Se da un lato i successi sul campo non mancano, dall’altro le drammatiche condizioni degli impianti sportivi dedicati al softball della città gettano ombra sul futuro della società. Vengono quindi concentrate energie ed investimenti sulla riqualificazione del campo da softball "Maria Polidoro" a Pian di Macina, una frazione del Comune di Pianoro. Da qui la decisione della dirigenza delle Blue Girls di lasciare la massima serie e partecipare al campionato di A2.
Nel 2014, la prima squadra conquista nuovamente la promozione nella massima serie.
Nel 2017 le Blue Girls centrano l'obiettivo di classificare tutte le proprie squadre ai play-off, dai quali ottengono una medaglia d'argento (ragazze) e una di bronzo (cadette).
L'annata 2020, pur segnata dalle numerose difficoltà dovute all'emergenza sanitaria globale, registra due importanti novità: la nascita della collaborazione con la Fortitudo Baseball Bologna per disputare il campionato senior di serie B - che terminerà con il risultato record di nessuna sconfitta e promozione in serie A2 - e con il Macerata Softball per il settore giovanile, coronata dal primo scudetto conquistato dalla società (Under 18).

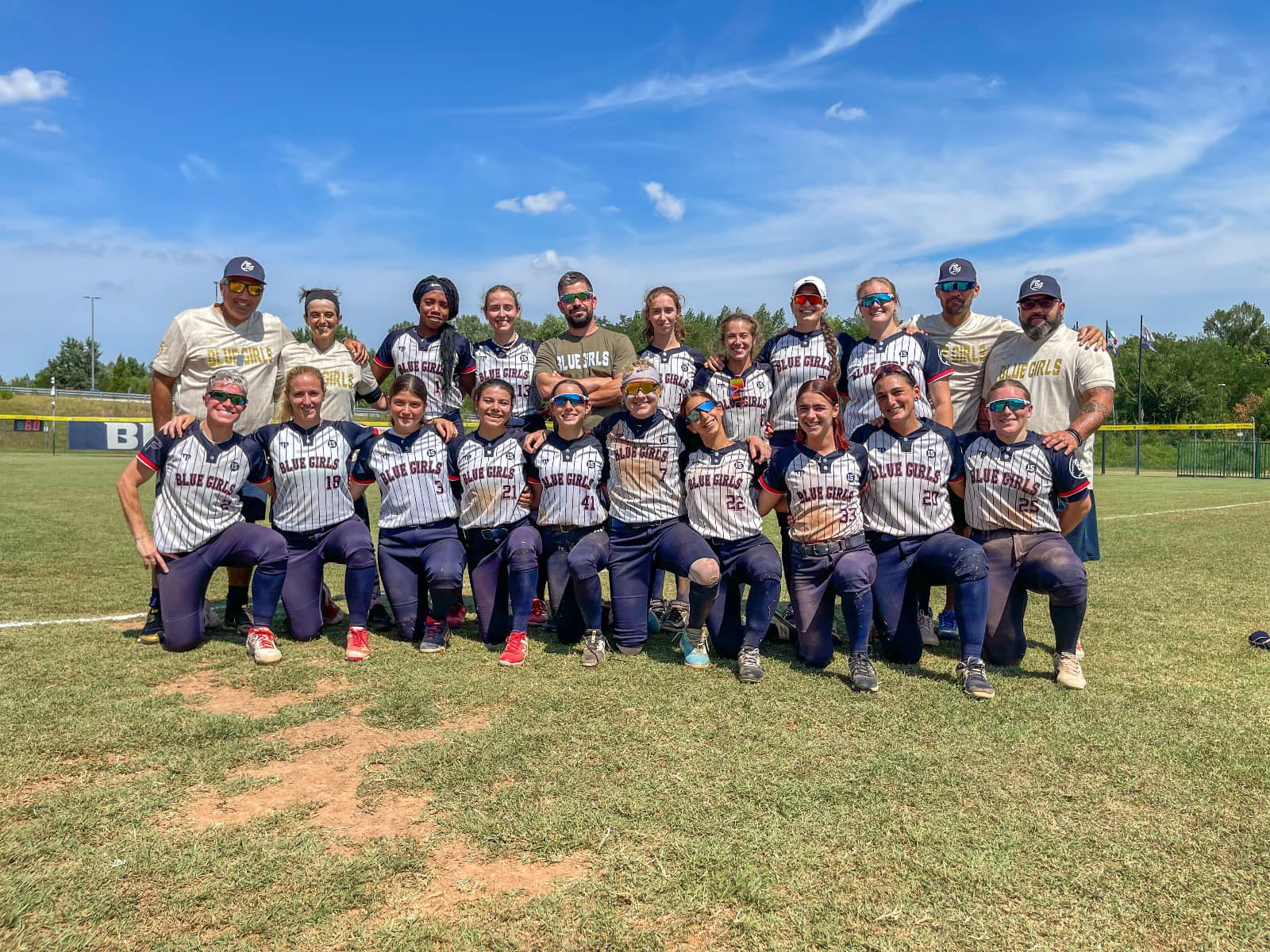
Le Blue Girls al termine della partita che ne ha decretato l'accesso ai play-off 2024

Nel 2024 le Blue Girls raggiungono i play-off in tutte le categorie (Serie A1, U18, U15 e U13) e centrano una storica doppietta: due scudetti conquistati dalle categorie Under 18 e Under 13.
Nella stagione 2025 le Blue Girls partecipano ai campionati di softball di Serie A1 (Mia Office Blue Girls), Serie B (Fortitudo Blue Girls), Under 19, Under 16 e Under 13.

## Risultati

### Campionati recenti

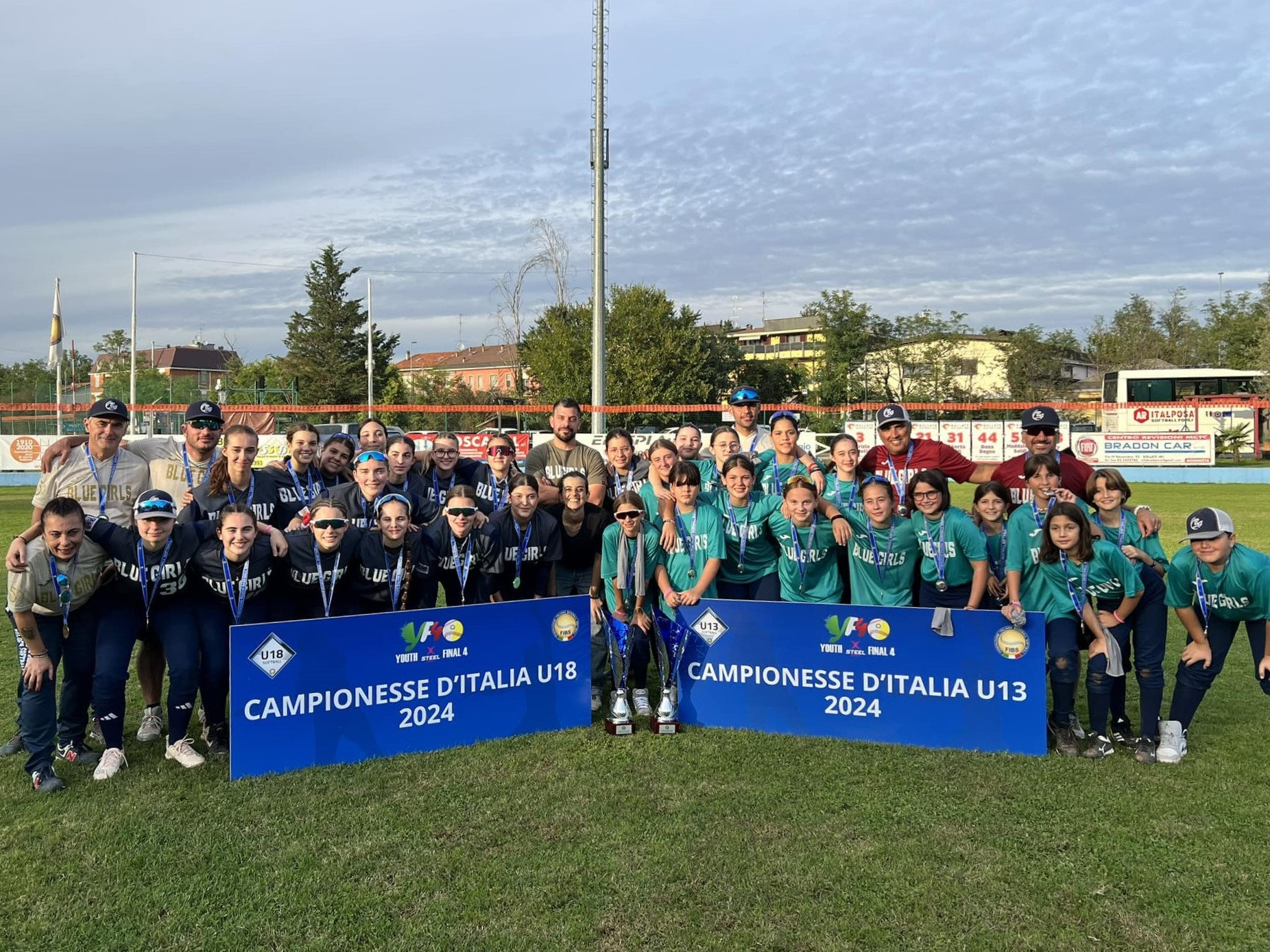
Le squadre U13 e U18 dopo la vittoria dei due scudetti nel 2024

| Anno | Serie | Girone | Posizione | Play-Off      |
| 2011 | A2    | A      | 1°        | 1°            |
| 2012 | A1    | Unico  | 4°        | Semifinale    |
| 2013 | A1    | B      | 3°        | -             |
| 2014 | A2    | B      | 1°        | 1°            |
| 2015 | A1    | B      | 4°        | -             |
| 2016 | A1    | B      | 6°        | -             |
| 2017 | A1    | B      | 2°        | 2° prima fase |
| 2018 | A1    | B      | 3°        | -             |
| 2019 | A1    | Unico  | 6°        | -             |
| 2020 | A1    | B      | 2°        | -             |
| 2021 | A1    | B      | 3°        | -             |
| 2022 | A1    | A      | 3°        | -             |
| 2023 | A1    | Unico  | 5°        | -             |
| 2024 | A1    | Unico  | 4°        | Semifinale    |

### Principali traguardi raggiunti
- 2001 - Promozione in Serie B
- 2005 - Promozione in Serie A2
- 2011 - Promozione in ISL
- 2011 - Coppa Italia Serie A2
- 2014 - Promozione in Serie A1
- 2020 - Scudetto categoria Under 18
- 2024 - Scudetto categoria Under 13
- 2024 - Scudetto categoria Under 18

## Impianto di gioco

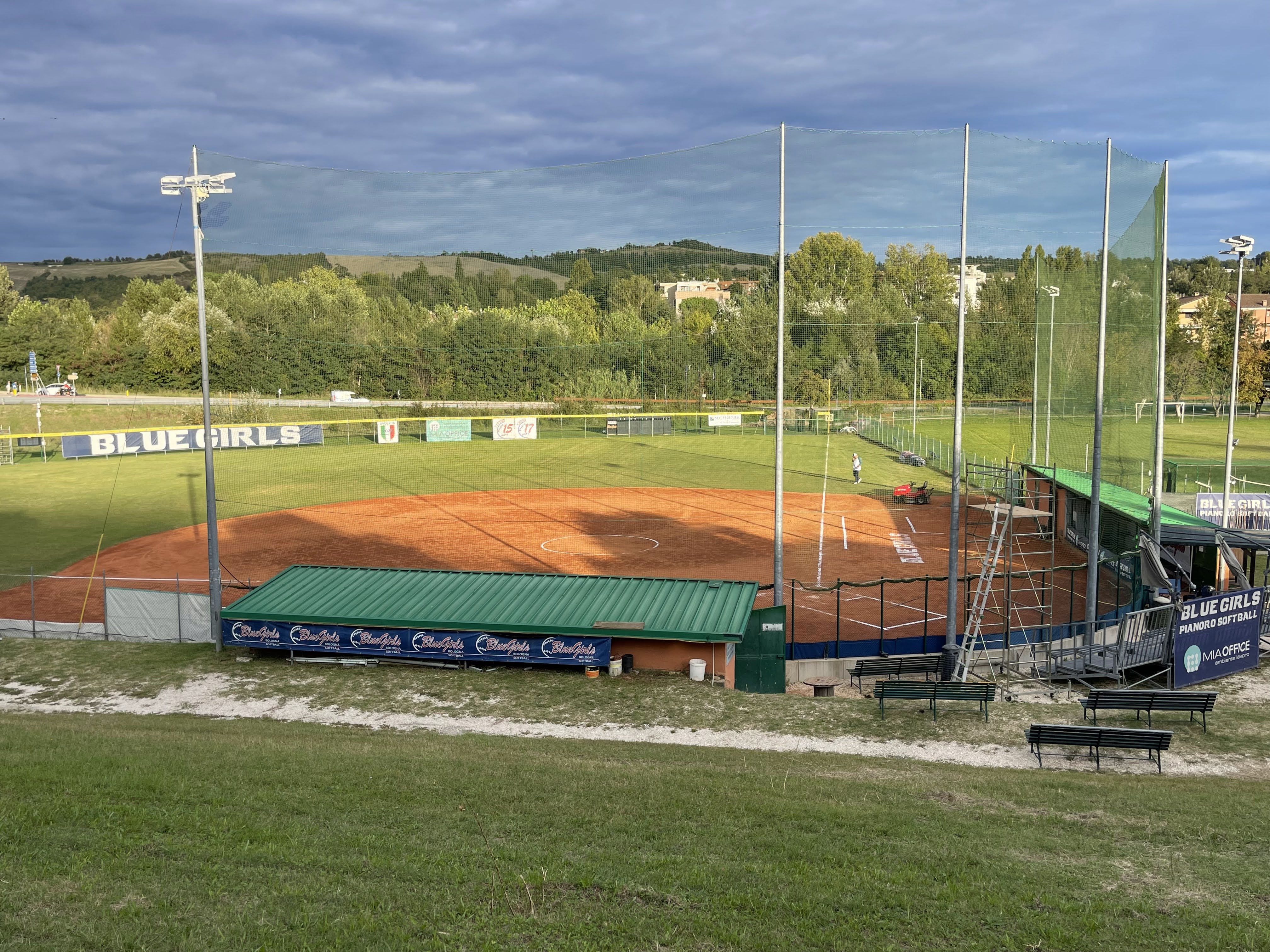
Campo Maria Polidoro

Il campo "Maria Polidoro" si trova all'inizio della Strada provinciale 58 Pieve del Pino, in via del Sasso 1 a Pian di Macina, una frazione del Comune di Pianoro. Dista 13km dall'uscita Sasso Marconi dell'Autostrada A1, 16km dall'uscita San Lazzaro dell'Autostrada A14, e 700 metri dalla Stazione di Musiano-Pian di Macina.
L'impianto dispone di due tribune da circa 50 posti ciascuna, una posizionata dietro a casa base, la seconda dietro alla terza base, di un parcheggio da circa 100 posti auto e di un servizio-bar con posti a sedere aperto durante le partite.
Il bullpen si trova dietro al dugout di prima base, mentre fuori dall'esterno sinistro si trova una grande tensostruttura che ospita le giocatrici durante gli allenamenti invernali.
Dal 2021 il campo è dotato di un impianto proprietario per la trasmissione in diretta delle partite casalinghe di tutte le categorie.

## Numeri ritirati
| #15 Manuel Castro | #17 Francesca "Roxy" Leoni |